# Кирельское сельское поселение
Кирельское се́льское поселе́ние — муниципальное образование в Камско-Устьинском районе Татарстана Российской Федерации.
Административный центр — село Кирельское.

## История
Статус и границы сельского поселения установлены Законом Республики Татарстан от 31 марта 2005 года № 26-ЗРТ «Об установлении границ территорий и статусе муниципального образования "Камско-Устьинский муниципальный район" и муниципальных образований в его составе».

## Население
| 2010 | 2011 | 2012 | 2013 | 2014 | 2015 | 2016 |
| ---- | ---- | ---- | ---- | ---- | ---- | ---- |
| 658  | ↘655 | ↘642 | ↘631 | ↘612 | ↘606 | →606 |
| 2017 | 2018 |      |      |      |      |      |
| ↗611 | ↘584 |      |      |      |      |      |

## Состав сельского поселения
| № | Населённый пункт   | Тип населённого пункта       | Население |
| - | ------------------ | ---------------------------- | --------- |
| 1 | Ишимово            | деревня                      |           |
| 2 | Кирельское         | село, административный центр |           |
| 3 | Мордовский Каратай | деревня                      |           |